# John Myung
John Ro Myung, född 24 januari 1967 i Chicago i Illinois i USA, är basist i Dream Theater.
John Myung växte upp på Long Island, New York. Han började spela fiol i femårsåldern, och när han fyllde 15 blev han tillfrågad att spela elbas i ett lokalt band. Efter det fastnade han i basspelandet, och efter att ha tagit examen från high school så kom han in på Berklee College of Music, där han och hans skolkamrat John Petrucci (gitarr) träffade framtide bandmedlemmen Mike Portnoy (trummor). Tillsammans skapade de tre studenterna bandet Majesty tillsammans med en annan kompis från high school, keyboardspelaren Kevin Moore, och sångaren Chris Collins. De skulle senare bli kända som Dream Theater.
Trots att Dream Theater är hans primära sysselsättning, så har han även deltagit i flera andra projekt genom karriären. Hans första icke-Dream Theater uppträdande var i pop-prog bandet Platypus tillsammans med Rod Morgenstein, Ty Tabor och ex-Dream Theater bandmedlemmen Derek Sherinian. Han är också medlem i Jelly Jam, vilka består av samma medlemmar som Platypus, men utan Sherinian. Johns huvudinfluenser inkluderar Chris Squire, Steve Harris, Geddy Lee och Cliff Burton och deras respektive band Yes, Iron Maiden, Rush och Metallica.
Vid sidan av dessa band, har han deltagit som gästartist på flera skivor.

## Diskografi (urval)
Studioalbum med Dream Theatre
- 1989 – When Dream and Day Unite
- 1992 – Images and Words
- 1994 – Awake
- 1995 – A Change of Seasons
- 1997 – Falling Into Infinity
- 1999 – Metropolis Part 2: Scenes from a Memory
- 2002 – Six Degrees of Inner Turbulence
- 2003 – Train of Thought
- 2005 – Octavarium
- 2007 – Systematic Chaos'
- 2009 – Black Clouds and Silver Linings
- 2011 – A Dramatic Turn of Events
- 2013 – Dream Theater
- 2016 – The Astonishing

Studioalbum med The Jelly Jam
- 2002 – The Jelly Jam
- 2004 – The Jelly Jam 2
- 2011 – Shall We Descend
- 2016 – Profit